# Chiesa cattolica in Guatemala

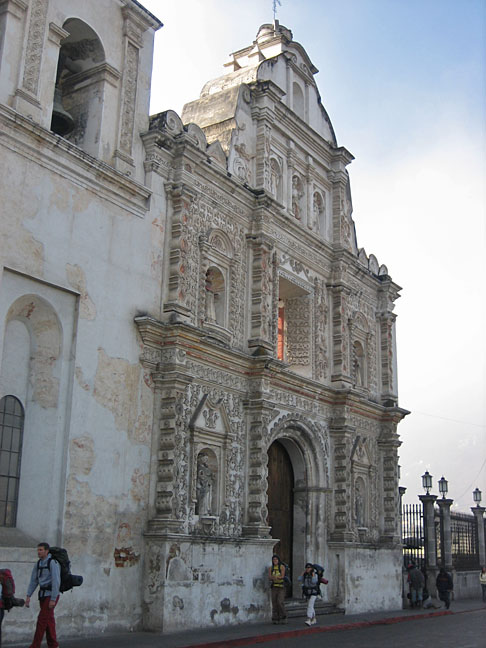
La cattedrale di Quetzaltenango

La Chiesa cattolica in Guatemala è parte della Chiesa cattolica universale in comunione con il vescovo di Roma, il papa.

## Organizzazione ecclesiastica
La Chiesa cattolica è presente sul territorio con 2 sedi metropolitane, 11 diocesi suffraganee, 2 vicariati apostolici ed 1 prelatura territoriale:
- Arcidiocesi di Santiago di Guatemala
  - Diocesi di Escuintla
  - Diocesi di Jalapa
  - Diocesi di San Francisco de Asís de Jutiapa
  - Diocesi di Santa Rosa de Lima
  - Diocesi di Verapaz
  - Diocesi di Zacapa
  - Prelatura territoriale di Santo Cristo de Esquipulas
- Arcidiocesi di Los Altos, Quetzaltenango-Totonicapán
  - Diocesi di Huehuetenango
  - Diocesi di Quiché
  - Diocesi di San Marcos
  - Diocesi di Sololá-Chimaltenango
  - Diocesi di Suchitepéquez-Retalhuleu
- Vicariato apostolico di Izabal
- Vicariato apostolico di El Petén

## Nunziatura apostolica
Santa Sede e Guatemala hanno stabilito relazioni diplomatiche nel 1869 con l'istituzione di una delegazione apostolica. La Nunziatura apostolica è stata invece istituita il 15 marzo 1936 con il breve Ad munus Nobis di papa Pio XI.

### Delegati apostolici
- Serafino Vannutelli † (23 luglio 1869 - 10 settembre 1875 nominato nunzio apostolico in Belgio)
- Mario Mocenni † (14 agosto 1877 - 28 marzo 1882 nominato internunzio apostolico in Brasile)
- Giovanni Battista Marenco, S.D.B. (15 settembre 1920 - 22 ottobre 1921 deceduto)
- Carlo Chiarlo † (28 gennaio 1932 - 30 settembre 1933 dimesso)
- Albert Levame † (21 dicembre 1933 - 15 marzo 1936 nominato nunzio apostolico)

### Nunzi apostolici
- Albert Levame † (15 marzo 1936 - 12 novembre 1939 nominato nunzio apostolico in Uruguay)
- Giuseppe Beltrami † (20 febbraio 1940 - 15 novembre 1945 nominato nunzio apostolico in Colombia)
- Giovanni Maria Emilio Castellani, O.F.M. † (18 dicembre 1945 - 23 agosto 1951 nominato officiale della Segreteria di Stato della Santa Sede)
- Gennaro Verolino † (5 settembre 1951 - 25 febbraio 1957 nominato nunzio apostolico in Costa Rica)
- Giuseppe Paupini † (25 febbraio 1957 - 23 maggio 1959 nominato nunzio apostolico in Colombia)
- Ambrogio Marchioni † (1º luglio 1959 - 1º settembre 1964 nominato officiale della Segreteria di Stato della Santa Sede)
- Bruno Torpigliani † (1º settembre 1964 - 3 agosto 1968 nominato nunzio apostolico nella Repubblica Democratica del Congo)
- Girolamo Prigione † (27 agosto 1968 - 2 ottobre 1973 nominato delegato apostolico in Ghana e Nigeria)
- Emanuele Gerada † (8 novembre 1973 - 15 ottobre 1980 nominato pro-nunzio apostolico in Pakistan)
- Oriano Quilici † (26 giugno 1981 - 11 luglio 1990 nominato nunzio apostolico in Venezuela)
- Giovanni Battista Morandini † (12 settembre 1990 - 23 aprile 1997 nominato nunzio apostolico in Corea)
- Ramiro Moliner Inglés † (10 maggio 1997 - 17 gennaio 2004 nominato nunzio apostolico in Etiopia e Gibuti e delegato apostolico in Somalia)
- Bruno Musarò (10 febbraio 2004 - 5 gennaio 2009 nominato nunzio apostolico in Perù)
- Paul Richard Gallagher (19 febbraio 2009 - 11 dicembre 2012 nominato nunzio apostolico in Australia)
- Nicolas Henry Marie Denis Thévenin (5 gennaio 2013 - 4 novembre 2019 nominato nunzio apostolico in Egitto e delegato apostolico presso l'Organizzazione della Lega degli Stati Arabi)
- Francisco Montecillo Padilla, dal 17 aprile 2020

## Conferenza episcopale
L'episcopato guatemalteco costituisce la Conferenza episcopale del Guatemala (Conferencia Episcopal Guatemala, CEG).
La CEG è membro del Consejo Episcopal Latinoamericano (CELAM) e del Secretariado Episcopal de America Central (SEDAC).
L'attuale presidente è Rodolfo Valenzuela Núñez, vescovo di Verapaz.
Elenco dei Presidenti della Conferenza episcopale:
- Arcivescovo Mariano Rossell y Arellano (1958 - 1963)
- Cardinale Mario Casariego, C.R.S. (1965 - 1970)
- Vescovo Humberto Lara Mejía, C.M. (1970 - 1972)
- Vescovo Juan José Gerardi Conedera (1972 - 1978)
- Vescovo Angélico Melotto Mazzardo, O.F.M. (1978 - 1980)
- Vescovo Juan José Gerardi Conedera (1980 - 1982)
- Arcivescovo Próspero Penados del Barrio (1982 - 1986)
- Vescovo Victor Hugo Martínez Contreras (1986 - 1988)
- Vescovo Rodolfo Quezada Toruño (1988 - 1992)
- Vescovo Gerardo Humberto Flores Reyes (1992 - 1994)
- Vescovo Jorge Mario Ávila del Águila, C.M. (1994 - 1998)
- Arcivescovo Victor Hugo Martínez Contreras (1998 - 2002)
- Cardinale Rodolfo Quezada Toruño (2002 - 2006)
- Vescovo Álvaro Leonel Ramazzini Imeri (2006 - gennaio 2008)
- Vescovo Pablo Vizcaíno Prado (gennaio 2008 - marzo 2012)
- Vescovo Rodolfo Valenzuela Núñez (marzo 2012 - 20 gennaio 2017)
- Arcivescovo Gonzalo de Villa y Vásquez, S.I. (20 gennaio 2017 - 27 gennaio 2023)
- Vescovo Rodolfo Valenzuela Núñez, dal 27 gennaio 2023

Elenco dei Vicepresidenti della Conferenza episcopale:
- Arcivescovo Mario Alberto Molina Palma, O.A.R. (marzo 2012 - 20 gennaio 2017)
- Arcivescovo Óscar Julio Vian Morales, S.D.B. (20 gennaio 2017 - 24 febbraio 2018)
- Vescovo Rodolfo Valenzuela Núñez (gennaio 2020 - 27 gennaio 2023)
- Vescovo Bernabé de Jesús Sagastume Lemus, O.F.M.Cap., dal 27 gennaio 2023

Elenco dei Segretari generali della Conferenza episcopale:
- Presbitero Domingo Buezo Leiva (marzo 2012 - ?)
- Vescovo Antonio Calderón Cruz, dal gennaio 2020